# Domaine de La Rectorie
Le Domaine de La Rectorie est un domaine viticole familial situé dans la commune de Banyuls-sur-Mer, dans le Roussillon (département des Pyrénées-Orientales), produisant des vins reconnus, dans les appellations d’origine contrôlée de Banyuls (VDN) et Collioure (vins secs).  

## Histoire
Issus d'une famille de vignerons depuis plusieurs générations, les frères Parcé, Marc et Thierry, ont fondé le Domaine de la Rectorie en 1984, après s'être retirés de la cave coopérative qui vinifiait leurs raisins jusqu'à cette date.
Aujourd'hui, le domaine est géré par Thierry et son fils Jean Emmanuel. Le nom du domaine est lié à l'historique chapelle romane de la Rectorie, située à Banyuls-sur-Mer, qu'affectionnait Léon Parcé, grand père de Marc et Thierry.

## Le vignoble
Le domaine est constitué d’une trentaine de parcelles d’expositions et d’altitudes différentes, faisant partie de l’extrême terroir banyulenc où les vignes surplombent la mer Méditerranée en terrasses sur des fortes pentes. Les sols sont pauvres, des schistes du Cambrien dans une très fine couche d’argile sableuse qui repose sur la roche mère.
L’encépagement est constitué principalement de grenache dans ses trois couleurs, accompagné de carignan, syrah et mourvèdre. Toute la production, avec des faibles rendements d’un maximum de 25 hectolitres par hectare, est vendangée à la main.

## Les vins

### AOC  Collioure
L’Argile est le Collioure blanc de La Rectorie. Issu des cépages grenache gris et blanc, il est fermenté et élevé en barrique. 
Côté Mer Rosé est un vin rosé de pressurage direct qui est aussi vinifié en barrique. 
Exprimant différents profils grâce à la diversité des parcelles d’origine, cépages, dates de récolte et élevage, les trois cuvées rouges sont Montagne, L’Oriental et Côté Mer.

### AOC Banyuls(Vins Doux Naturels)
La Rectorie est considéré un domaine précurseur des banyuls du type rimage. Pour ce style de banyuls, le mutage -arrêt de la fermentation du vin par l’addition d’alcool- est produit sur cuve en présence du marc de raisin, donc il s’agit des vins « mutés sur grain ». Les deux rimages de La Rectorie sont Thérèse Reig et Léon Parcé.
Du type traditionnel oxydatif, la cuvée L’Oublée est élevée en Solera.

### Autres vins
Des quantités confidentielles du vin de voile Voile d’Argile et du rancio sec Pedro Soler complètent la production du domaine.